# サムエル・ペドロ
サムエル・ロペス・ロバロ・ペドロ（Samuel Lopes Robalo Pedro 、2001年4月24日 - ）は、ポルトガル・アヴェイロ出身のプロサッカー選手。オリンピア・リュブリャナ所属。ポジションは、フォワード。

## クラブ歴
2019年12月6日、1-4で敗れたホームのSLベンフィカ戦でプリメイラ・リーガデビューを果たした。
2020年1月、ベンフィカのBチームに加入した。
2022年7月8日、NKオリンピア・リュブリャナに3年契約で移籍した。